# Голод в Ирландии (1845—1849)
Вели́кий го́лод в Ирла́ндии (ирл. An Gorta Mór, англ. Great Famine, за пределами Ирландии известен также как Ирландский картофельный голод) — произошёл в Ирландии в 1845-1852 годах. Худшим годом этого периода был 1847 год, известный как «Чёрный 47-й». Во время голода около миллиона человек погибло, и ещё миллион - эмигрировал, в результате чего население Ирландии сократилось на 20-25 %.
Голод первоначально был спровоцирован эпифитотией фитофтороза — массовым заражением картофельных посевов патогенным микроорганизмом оомицетом Phytophthora infestans. Заражение урожаев картофеля происходило по всей Европе в течение 1840-х годов. Оно вызвало около 100 тыс. смертей за пределами Ирландии, и повлияло на многие волнения в Европе в 1848—1849 годов. Но это не было основной причиной. С 1846 года влияние упадка усугублялось экономической политикой правительства вигов, основанной на принципах laissez-faire (невмешательство правительства в экономику).
Более долгосрочные причины включают наличие системы отсутствующего землевладельца (изгнание крестьян-арендаторов лендлордами за неуплату аренды), зависимость от монокультуры, падение цен на хлеб из-за отмены «Хлебных законов» и переориентирование пахотных земель под пастбища крупными землевладельцами-лендлордами.

## Предыстория
В результате английской колонизации XII—XVIII вв. и репрессивных антикатолических законов коренные ирландцы к началу XIX в. практически полностью лишились земельных владений. В стране сформировался новый правящий слой, состоявший из протестантов, преимущественно выходцев из Англии и Шотландии. К началу XIX века Ирландия превратилась в сырьевую базу для развития промышленности в Англии и один из источников накопления капитала для английской торговой аристократии. Обширные земельные угодья в Ирландии принадлежали лендлордам (землевладельцам), как правило, жившим в Британии и сдававшим землю для обработки в аренду ирландским крестьянам-издольщикам, долгое время по закону вообще не имевшим права владеть, покупать или продавать землю. Ставки аренды были таковы, что большинство земледельцев-католиков, или коттеров (примерно 6/7 населения Ирландии), жили в крайней нищете.

## Роль картофеля
Картофель попал в Ирландию приблизительно в 1590 году. Здесь он завоевал немалую популярность и как продовольственная, и как кормовая культура, поскольку во влажном и мягком климате Ирландии давал хорошие урожаи даже на неплодородных почвах. Важнее всего же было то, что эта культура давала стабильный и достаточный для пропитания урожай на сравнительно небольшом наделе земли. В таких условиях к середине XIX века почти треть всех пахотных земель острова оказалась занята картофельными посадками, и не менее двух третей выращенного картофеля использовалось именно как продовольствие на внутреннем рынке острова. Для большинства ирландцев-бедняков нередко именно картофель в разных видах составлял основу их ежедневного рациона.

## Аграрный переворот и неурожаи
С середины 1840-х годов Ирландия переживала аграрный переворот. Падение цен на хлеб (после отмены в 1846 в Англии «хлебных законов») побудило землевладельцев начать интенсивный переход от системы мелкой крестьянской аренды к крупному пастбищному хозяйству. Усилился процесс изгнания мелких арендаторов с земли (так называемая очистка имений).
Неурожаи картофеля не были для Ирландии чем-то новым, и когда они случались, правительством принимались определённые меры по оказанию помощи пострадавшим. Если на следующий год урожай оказывался хорошим, то долгосрочных проблем, как правило, не возникало. Так что когда в 1845 году страну постиг очередной картофельный неурожай, особого беспокойства у британских властей это поначалу не вызвало.
Причиной неурожая в 1845 году стало распространение фитофтороза, или бурой фитофторозной гнили — болезни, вызываемой паразитическими грибоподобными микроорганизмами (оомицетами). При этом заболевании инфекция передаётся от растения к растению стоками воды и при контакте здоровых частей растений с поражёнными. Заражённые клубни начинают гнить прямо в земле или в хранилищах. Кроме того, после уборки урожая споры возбудителя сохраняются и с током воды переносятся в почве.
Поскольку все поля в стране были засажены одним сортом картофеля, пострадал практически весь урожай. В следующем сезоне 1846 года на посадку пришлось брать заражённые клубни или низкокачественный семенной картофель — всё то, что удалось сохранить. Но это вылилось лишь в новые неурожаи. Многие крестьяне остались без работы. Землевладельцам просто нечем было с ними расплачиваться. Правительство стало оказывать некоторую помощь нуждающимся — например, нанимало наиболее выносливых на работу, в основном на строительство дорог, — чтобы те могли как-то прокормить свои семьи. Многим ничего другого не оставалось, как только пойти в работные дома — учреждения, принимавшие на работу бедняков. За свой тяжёлый труд они получали там пищу и кров. Причем жильё нередко было весьма убогим, прохладным и сырым, а пища нередко прогнившей. Выжить удавалось не всем.
Кроме Ирландии, болезнь картофеля перекинулась на другие европейские страны, но нигде больше не вызвала столь катастрофических последствий.
Но самое худшее было ещё впереди. Зима 1846—1847 годов выдалась на редкость холодной, поэтому практически все виды деятельности на открытом воздухе были прекращены. Различные государственные учреждения занимались благотворительностью. Но средства, выделенные из государственной казны на оказание помощи беднякам, за два года были исчерпаны, и их катастрофически не хватало на то, чтобы помочь постоянно растущему числу обессиленных от голода людей.

## Повышение арендной платы
Лендлорды, многие из которых сами имели долги, стали взимать большую арендную плату за свои земельные наделы в Ирландии. Мало кто из арендаторов мог им платить, и в результате тысячи лишились своих земельных наделов. Некоторых выселили, другие просто бросили свои земли и отправились в города в поисках лучшей жизни. Но города испытывали свои трудности. Росло число тех, для кого оставался единственный выход — эмигрировать.

## Эмиграция и новые беды
С начала XVIII века не прекращался приток ирландских эмигрантов в Великобританию и Америку. После голодной зимы 1845 года число эмигрантов увеличилось в десятки раз. К середине XIX века четверть населения городов восточного побережья США составляли ирландцы.
За шесть голодных лет пять тысяч кораблей пересекли Атлантику, преодолев опасный путь в пять тысяч километров. Многие из тех кораблей к тому времени давно отслужили свой ресурс. На некоторых когда-то перевозили рабов. Если бы не критическая ситуация, на этих судах не стали бы выходить в море. Для пассажиров не было предусмотрено практически никаких удобств: люди вынуждены были ютиться в страшной тесноте, неделями жить впроголодь в антисанитарных условиях.
Тысячи людей, и без того ослабленных голодом, во время путешествия заболевали. Многие умирали. В 1847 году корабли, направлявшиеся к берегам Канады, стали называть «плавучими гробами». Из 100 тысяч их пассажиров, примерно 16 тысяч умерли в пути или вскоре после прибытия к месту назначения. Хотя переселенцы писали своим оставшимся в Ирландии родным и друзьям о всех тяготах пути и жизни в развивающейся Америке, поток эмигрантов не уменьшался.
Некоторые лендлорды поддерживали тех, кто когда-то арендовал у них землю. Один, к примеру, предоставил своим бывшим арендаторам три корабля и помог выехать из страны тысяче человек. Но это были эпизоды, и большей части эмигрантов приходилось самим добывать средства на дорогу. Нередко из целой семьи уехать могли лишь один-два человека. Тысячи так никогда и не увидели своих родных.
После двух неурожайных лет и массового выселения людей со своих земель разразились эпидемии. Ирландцев косил сыпной тиф, дизентерия и цинга. В 1848 году, воодушевлённые хорошим урожаем предыдущего сезона, фермеры утроили площадь картофельных полей. Но случилась беда: лето выдалось очень дождливым и картофель снова был поражен фитофторозом. Урожай погиб в третий раз за четыре года. Правительственные учреждения и благотворительные общества уже не в силах были как-то исправить положение. Но беды ещё не закончились. Вспыхнувшая в 1849 году эпидемия холеры унесла около 36 тысяч жизней.

## Последствия
Эпидемия оказалась последней в череде несчастий. На следующий год урожаи картофеля были здоровыми, и жизнь стала налаживаться. Правительство приняло новые законы, которые аннулировали связанные с голодом задолженности. Население страны снова стало расти. Хотя в последующие годы фитофтороз несколько раз поражал картофельные посадки, больше никогда на страну не обрушивалось бедствие подобного масштаба. За те несколько лет голода Ирландия потеряла 20-25 % своего населения. Сейчас в одних только Соединённых Штатах Америки проживает свыше 35 миллионов человек ирландского происхождения. Президент США Джон Кеннеди и автомобильный магнат Генри Форд были прямыми потомками эмигрантов, прибывших из Ирландии на одном из «плавучих гробов» во время «Великого голода».

## Статистика
В результате голода погибло от 500 тыс. до 1,5 млн человек. Значительно увеличилась эмиграция (с 1846 по 1851 выехали 1,5 млн чел.). В итоге за 1841—1851 гг. население Ирландии сократилось на 30 %. И в дальнейшем Ирландия стремительно теряла население: если в 1841 г. численность населения составляла 8 млн 178 тыс. человек, то в 1901 г. — всего 4 млн 459 тыс.

## Хронология

### 1845
- Сентябрь: первые доклады о фитофторозе.
- Середина октября: доклады становятся повсеместными. Премьеру Роберту Пилю становится ясно, что надо действовать.
- 15 октября: Пиль решает добиваться отмены заградительных пошлин на импорт зерна.
- 18 октября: учреждается научная комиссия для изучения ситуации с фитофторозом.
- 31 октября—1 ноября: на экстренном заседании Кабинета образована комиссия по помощи Ирландии.
- 9—10 ноября: Пиль приказывает тайно (чтобы не прекратились частные и местные попытки помощи) закупить кукурузу на 100 тысяч британских фунтов для раздачи в Ирландии.
- 15 ноября: научная комиссия докладывает, что половина урожая картофеля пропала.
- 20 ноября: первое заседание комиссии по помощи.
- 5 декабря: ввиду неудачи усилий по отмене заградительных пошлин на импорт зерна Пиль подаёт в отставку. Несколько дней спустя ему вновь поручают сформировать кабинет — его конкурент не может сформировать правительство.

### 1846
- Начало года: регистрируются первые смерти от голода.
- Февраль: начинает прибывать кукуруза Пиля.
- Март: Пиль пытается организовать общественные работы, но его отправляют в отставку 29 июня. Пошлины на импорт зерна отменяются — но «постепенно в течение 3-х лет».
- Новый премьер лорд Рассел останавливает помощь зерном и организацию общественных работ. Сотни тысяч остаются без работы, денег и еды. Продолжается экспорт зерна из Ирландии. За ирландскую политику в правительстве Рассела отвечает Чарльз Тревельян, в прошлом ученик Мальтуса.
- Частные инициативы (квакеры) пытаются организовать помощь; правительство тоже вновь подключается — но бюрократия замедляет доставку продовольствия. Фитофтороз уничтожает урожай 1846 г. практически полностью.
- К декабрю около 300 тыс. ирландцев заняты на общественных работах.

### 1847
- Очень тяжёлая зима ухудшает условия в Ирландии. Десятки тысяч гибнут от эпидемии тифа, в том числе в городах. Урожай этого года фитофторозом не затронут, но посажено картофеля слишком мало.
- Закон о суповых кухнях (финансовая помощь местным властям для жертв голода) отменяется в сентябре. Помощь опять возлагается на частную и местную благотворительность. Для промышленных районов эта ноша не по силам.
- Новый всплеск эмиграции, переселенцев везут на гробовозах (coffin-ships) — старых посудинах, на которых возили рабов. Смертность на них — около 20—30 %.
- Абдул-Меджид, султан Османской империи, направил в Ирландию три корабля с продовольственной помощью, а также 1000 фунтов стерлингов. После переговоров им было разрешено разгрузиться в порту Дроэда. Впоследствии символика халифата — полумесяц и звезда — появилась на гербе города Дроэда в знак признательности за оказанную помощь[18].
- Индейский народ чокто также собрал и передал деньги в помощь голодающим (сумма в разных источниках различается, речь идёт о нескольких сотнях долларов)[19].

### 1848
- Возвращение фитофтороза.
- Эпидемия холеры.
- Частые выселения тех, кто не может заплатить ренту землевладельцу.
- Число жертв голода в июле достигает 840 тыс.Мемориал голоду в Ирландии в Нижнем Манхэттене
- 29 июля — начинается восстание в Типперэри под руководством Уильяма Смита О’Брайена; его подавляют.

### 1849
- Очередной неурожай картофеля.
- Голод и эпидемия холеры.

### 1850
- Окончание голода.

### 1851
- Население Ирландии по переписи составляет 6,575 млн человек, на 1,6 млн меньше чем 10 лет назад.

Ирландия оставалась нетто-экспортёром продовольствия всё время голода, и за эти годы экспорт мяса даже вырос. По подсчётам некоторых авторов, запрета на экспорт зерна из Ирландии (как в 1780-х гг.) хватило бы для компенсации неурожая картофеля в 1846 г.

## Великий голод в искусстве и литературе
- Роман Мариты Конлон-МакКенна «Under the Hawthorn Tree» (рус. Под боярышником, 1990). Мрачная и жестокая история путешествия трёх подростков в 1845 году к своим дальним родственникам через всю Ирландию, охваченную Великим голодом. В 1998 году в Ирландии был снят игровой телевизионный фильм «Under the Hawthorn Tree» по этому роману (фильм известен как первая работа выдающегося ирландского мультипликатора Томма Мура, в нём он выступил как художник-постановщик).
- Роман Пола Линча «Grace» (рус. Благодать, 2017).
- Анализ экономических причин голода описан Ф. Энгельсом в статье «История Ирландии»[20].
- Сериал «Виктория» (2016), 2-й сезон, 6 эпизод
- Фильм «Чёрный 47-й» (2018)
- Фильм «Остров безумия» (2019)